# Tutti pazzi per i reality
Tutti pazzi per i reality è stato un programma televisivo italiano di genere talk show, trasmesso su Canale 5 dal gennaio all'aprile 2006, il sabato pomeriggio a partire dalle 16.45, con la conduzione di Roberta Capua e la partecipazione di Marco Liorni.

## La trasmissione
La trasmissione è nata, come suggerisce il titolo, per cavalcare l'onda del successo del genere televisivo dei reality show, che in quell'anno (2006) erano all'apice della loro popolarità. Su Canale 5, in particolare, in quel periodo andavano in onda contemporaneamente il Grande Fratello 6 e La fattoria 3; per questo motivo, fu ideata appositamente una trasmissione che, ogni sabato pomeriggio, proponesse al pubblico un riassunto delle settimane appena trascorse nei due reality Mediaset commentato dalla conduttrice Roberta Capua e dagli opinionisti ospiti in studio. A coadiuvare la conduttrice, Marco Liorni, nel cast di numerose edizioni del Grande Fratello in qualità di inviato dalla "porta rossa".
All'interno della trasmissione, ogni settimana venivano ospitati i concorrenti eliminati dai due reality, che raccontavano così la loro partecipazione. Anche il pubblico da casa poteva dire la sua durante la diretta prenotandosi per un collegamento direttamente da casa via Skype. La sigla della trasmissione era Do You Want To dei Franz Ferdinand.
La trasmissione è stata proposta per solo una stagione; dal settembre 2006, infatti, il pomeriggio del sabato è occupato dal rotocalco Verissimo.